# Alexandre Kollatos
 (novembre 2012).
Si vous disposez d'ouvrages ou d'articles de référence ou si vous connaissez des sites web de qualité traitant du thème abordé ici, merci de compléter l'article en donnant les références utiles à sa vérifiabilité et en les liant à la section « Notes et références ».
Alexandre Kollátos est un acteur, metteur en scène et réalisateur de cinéma gréco-français. Il est né à Paris, fils d’Arlette Baumann, actrice française et de Dimítris Kollátos, metteur en scène et écrivain grec, il est le petit-fils de la pianiste concertiste Gisèle Kuhn. Il a joué au théâtre et dans huit films de long-métrage. Il a obtenu le prix de meilleur acteur au Festival international du film de Thessalonique pour son interprétation de l’enfant autiste dans le film La Vie avec Alkis.
Il est diplômé de l’école Marasleion. Il a effectué ses études à l’école de cinéma Stavrakos et au conservatoire national de théâtre (Athènes). Il a poursuivi ses études à l’ENSATT (conservatoire de la rue Blanche, Paris), dont il a reçu le diplôme de comédien. Il a notamment suivi une licence en théâtrologie et a suivi des cours de mime auprès de l’école de Jacques Lecoq, à Paris. Il a une expérience professionnelle relevant de tous les stades de la production cinématographique et théâtrale.

## Filmographie

### Cinéma

#### Acteur
- 1987 : Arpa Cola de N. Perrakis
- 1989 : La Vie avec Alkis de Dimítris Kollátos
- 1991 : Je t'ai coupé une rose de Dimítris Kollátos
- 1996 : Alexandre et Aise de Dimítris Kollátos
- 2005 : Destiny, de B. Mpioybhs
- 2009 : Le Testament de l'abbé Meslier, de Dimítris Kollátos

#### Acteur et réalisateur
- 2003 : La Mort grecque de A. Kollatos

## Théâtre
- 2007 : Ypsipile d'Euripide
- 2010 : La crise économique (acteur et metteur en scène[1])
- 2012 : Vive la crise, Avignon (acteur et metteur en scène[2],[3])
- 2013 : Vive la crise, Paris (acteur et metteur en scène[4],[5])

## Distinctions
- Prix spécial pour son interprétation dans La Vie avec Alkis au Festival du cinéma grec 1988 à Thessalonique[6].